# Lega Basket Serie A 2005-06
La Serie A 2005-06, conocida por motivos de patrocinio como Serie A TIM fue la edición número 84 de la Lega Basket Serie A, la máxima competición de baloncesto de Italia. La temporada regular comenzó el 9 de octubre de 2006. Los ocho mejor clasificados accederían a los playoffs, mientras que el BT Roseto y el Viola Reggio Calabria descenderían a la Legadue.
El campeón sería por quinta vez en su historia el Benetton Treviso tras derrotar al Climamio Bologna en cuatro partidos.

## Temporada regular

### Clasificación
|  | Pos. | Equipo                     | PT | J  | G  | P  | PF   | PC   |
|  | ---- | -------------------------- | -- | -- | -- | -- | ---- | ---- |
|  | 1.   | Climamio Bologna           | 54 | 34 | 27 | 7  | 2929 | 2650 |
|  | 2.   | Benetton Treviso           | 52 | 34 | 26 | 8  | 2862 | 2616 |
|  | 3.   | Montepaschi Siena          | 46 | 34 | 23 | 11 | 2763 | 2495 |
|  | 4.   | Carpisa Napoli             | 46 | 34 | 23 | 11 | 3051 | 2848 |
|  | 5.   | Snaidero Udine             | 44 | 34 | 22 | 12 | 2819 | 2793 |
|  | 6.   | Lottomatica Roma           | 44 | 34 | 22 | 12 | 2740 | 2667 |
|  | 7.   | Armani Jeans Milano        | 44 | 34 | 22 | 12 | 2826 | 2662 |
|  | 8.   | Angelico Biella            | 38 | 34 | 19 | 15 | 2730 | 2645 |
|  | 9.   | VidiVici Bologna           | 38 | 34 | 19 | 15 | 2887 | 2831 |
|  | 10.  | Whirlpool Varese           | 34 | 34 | 17 | 17 | 2620 | 2643 |
|  | 11.  | Bipop Carire Reggio Emilia | 32 | 34 | 16 | 18 | 2796 | 2803 |
|  | 12.  | Basket Livorno             | 26 | 34 | 13 | 21 | 2764 | 2768 |
|  | 13.  | Navigo.it Teramo           | 24 | 34 | 12 | 22 | 2786 | 2944 |
|  | 14.  | Vertical Vision Cantù      | 24 | 34 | 12 | 22 | 2699 | 2799 |
|  | 15.  | BT Roseto                  | 20 | 34 | 10 | 24 | 2464 | 2693 |
|  | 16.  | Upea Capo d'Orlando        | 20 | 34 | 10 | 24 | 2779 | 2913 |
|  | 17.  | Air Avellino               | 20 | 34 | 10 | 24 | 2589 | 2828 |
|  | 18.  | Viola Reggio Calabria      | 6  | 34 | 3  | 31 | 2549 | 3055 |

Leyenda:
      Campeón de Italia.
      Accede al playoff por el título.
      Desciende a Serie A2
  Vencedor del campeonato italiano
  Vencedor de la Supercopa de Italia
  Vencedor de la Copa de Italia

## Playoffs
|  | Cuartos de final | Cuartos de final    | Cuartos de final | Cuartos de final | Cuartos de final | Cuartos de final | Cuartos de final |    |                  | Semifinales | Semifinales | Semifinales | Semifinales | Semifinales | Semifinales | Semifinales |                  |    | Final | Final | Final | Final | Final | Final |  |
|  |                  |                     |                  |                  |                  |                  |                  |    |                  |             |             |             |             |             |             |             |                  |    |       |       |       |       |       |       |  |
|  |                  |                     |                  |                  |                  |                  |                  |    |                  |             |             |             |             |             |             |             |                  |    |       |       |       |       |       |       |  |
|  | 1                | Climamio Bologna    | 78               | 76               | 105              | 80               |                  |    |                  |             |             |             |             |             |             |             |                  |    |       |       |       |       |       |       |  |
|  | 1                | Climamio Bologna    | 78               | 76               | 105              | 80               |                  |    |                  |             |             |             |             |             |             |             |                  |    |       |       |       |       |       |       |  |
|  | 8                | Angelico Biella     | 67               | 85               | 55               | 76               |                  |    |                  |             |             |             |             |             |             |             |                  |    |       |       |       |       |       |       |  |
|  | 8                | Angelico Biella     | 67               | 85               | 55               | 76               |                  | 1  | Climamio Bologna | 91          | 78          | 83          | 82          | 103         |             |             |                  |    |       |       |       |       |       |       |  |
|  |                  |                     |                  |                  |                  |                  |                  | 1  | Climamio Bologna | 91          | 78          | 83          | 82          | 103         |             |             |                  |    |       |       |       |       |       |       |  |
|  |                  |                     | 4                | Carpisa Napoli   | 89               | 89               | 58               | 92 | 83               |             |             |             |             |             |             |             |                  |    |       |       |       |       |       |       |  |
|  | 4                | Carpisa Napoli      | 4                | Carpisa Napoli   | 89               | 89               | 58               | 92 | 83               | 107         | 92          | 91          |             |             |             |             |                  |    |       |       |       |       |       |       |  |
|  | 4                | Carpisa Napoli      |                  |                  |                  |                  |                  |    |                  |             |             | 91          |             |             |             |             |                  |    |       |       |       |       |       |       |  |
|  | 5                | Snaidero Udine      | 87               | 84               | 72               |                  |                  |    |                  |             |             |             |             |             |             |             |                  |    |       |       |       |       |       |       |  |
|  | 5                | Snaidero Udine      | 87               | 84               | 72               |                  |                  |    |                  |             |             |             |             |             |             | 1           | Climamio Bologna | 69 | 82    | 73    | 68    |       |       |       |  |
|  |                  |                     |                  |                  |                  |                  |                  |    |                  |             |             |             |             |             |             |             | Climamio Bologna | 69 | 82    | 73    | 68    |       |       |       |  |
|  |                  |                     | 2                | Benetton Treviso | 77               | 88               | 72               | 69 |                  |             |             |             |             |             |             |             |                  |    |       |       |       |       |       |       |  |
|  | 3                | Montepaschi Siena   | 2                | Benetton Treviso | 77               | 88               | 72               | 69 | 74               | 60          | 72          | 63          |             |             |             |             |                  |    |       |       |       |       |       |       |  |
|  | 3                | Montepaschi Siena   |                  |                  |                  |                  |                  |    |                  |             |             | 63          |             |             |             |             |                  |    |       |       |       |       |       |       |  |
|  | 6                | Lottomatica Roma    | 64               | 84               | 78               | 84               |                  |    |                  |             |             |             |             |             |             |             |                  |    |       |       |       |       |       |       |  |
|  | 6                | Lottomatica Roma    | 64               | 84               | 78               | 84               |                  | 6  | Lottomatica Roma | 77          | 70          | 55          | 73          |             |             |             |                  |    |       |       |       |       |       |       |  |
|  |                  |                     |                  |                  |                  |                  |                  | 6  | Lottomatica Roma | 77          | 70          | 55          | 73          |             |             |             |                  |    |       |       |       |       |       |       |  |
|  |                  |                     | 2                | Benetton Treviso | 85               | 67               | 63               | 81 |                  |             |             |             |             |             |             |             |                  |    |       |       |       |       |       |       |  |
|  | 2                | Benetton Treviso    | 2                | Benetton Treviso | 85               | 67               | 63               | 81 | 83               | 65          | 77          | 67          | 81          |             |             |             |                  |    |       |       |       |       |       |       |  |
|  | 2                | Benetton Treviso    |                  |                  |                  |                  |                  |    |                  |             |             | 67          | 81          |             |             |             |                  |    |       |       |       |       |       |       |  |
|  | 7                | Armani Jeans Milano | 76               | 76               | 70               | 75               | 76               |    |                  |             |             |             |             |             |             |             |                  |    |       |       |       |       |       |       |  |
|  | 7                | Armani Jeans Milano | 76               | 76               | 70               | 75               | 76               |    |                  |             |             |             |             |             |             |             |                  |    |       |       |       |       |       |       |  |
|  |                  |                     |                  |                  |                  |                  |                  |    |                  |             |             |             |             |             |             |             |                  |    |       |       |       |       |       |       |  |

## Estadísticas individuales
| Rank | Nombre            | Nac.                      | Equipo                     | PPP  |
| ---- | ----------------- | ------------------------- | -------------------------- | ---- |
| 1.   | Lynn Greer        | Bandera de Estados Unidos | Carpisa Napoli             | 23.5 |
| 2.   | David Bluthenthal | Bandera de Estados Unidos | VidiVici Bologna           | 20.2 |
| 3.   | Joe Crispin       | Bandera de Estados Unidos | Navigo.it Teramo           | 19.1 |
| 4.   | Damon Williams    | Bandera de Estados Unidos | Angelico Biella            | 18.9 |
| 5.   | Delonte Holland   | Bandera de Estados Unidos | Navigo.it Teramo           | 18.6 |
| 6.   | Rimantas Kaukenas | Bandera de Lituania       | Montepaschi Siena          | 18.3 |
| 7.   | Keith Carter      | Bandera de Estados Unidos | Upea Capo d'Orlando        | 18.2 |
| 8.   | David Young       | Bandera de Estados Unidos | Air Avellino               | 18.1 |
| 9.   | David Hawkins     | Bandera de Estados Unidos | Lottomatica Roma           | 17.3 |
| 10.  | Terrell McIntyre  | Bandera de Estados Unidos | Bipop Carire Reggio Emilia | 16.9 |

| Rank | Nombre           | Nac.                      | Equipo                     | APP |
| ---- | ---------------- | ------------------------- | -------------------------- | --- |
| 1.   | Antonio Porta    | Bandera de Italia         | Basket Livorno             | 4.3 |
| 2.   | Terrell McIntyre | Bandera de Estados Unidos | Bipop Carire Reggio Emilia | 4.3 |
| 3.   | Leonardo Busca   | Bandera de Italia         | BT Roseto                  | 4.1 |
| 4.   | Davide Bonora    | Bandera de Italia         | Air Avellino               | 3.8 |
| 5.   | Lynn Greer       | Bandera de Estados Unidos | Carpisa Napoli             | 3.5 |
| 6.   | Nikolaos Zisis   | Bandera de Grecia         | Benetton Treviso           | 3.5 |
| 7.   | Marque Perry     | Bandera de Estados Unidos | Upea Capo d'Orlando        | 3.0 |
| 8.   | Drew Nicholas    | Bandera de Estados Unidos | Benetton Treviso           | 3.0 |
| 9.   | DeJuan Collins   | Bandera de Estados Unidos | Whirlpool Varese           | 2.9 |
| 10.  | Aleksandar Ćapin | Bandera de Eslovenia      | Viola Reggio Calabria      | 2.9 |

### Rebotes
| Rank | Nombre                | Nac.                               | Equipo                | RPP  |
| ---- | --------------------- | ---------------------------------- | --------------------- | ---- |
| 1.   | Jack Michael Martínez | Bandera de la República Dominicana | BT Roseto             | 12.5 |
| 2.   | Kebu Stewart          | Bandera de Estados Unidos          | Vertical Vision Cantù | 11.8 |
| 3.   | Pervis Pasco          | Bandera de Estados Unidos          | Navigo.it Teramo      | 10.0 |
| 4.   | Marcus Goree          | Bandera de Estados Unidos          | Benetton Treviso      | 8.8  |
| 5.   | Brandon Brown         | Bandera de Estados Unidos          | Air Avellino          | 8.4  |
| 6.   | Joseph Blair          | Bandera de Estados Unidos          | Armani Jeans Milano   | 8.3  |
| 7.   | Jacob Jaacks          | Bandera de Estados Unidos          | Snaidero Udine        | 7.9  |
| 8.   | Marko Milič           | Bandera de Eslovenia               | VidiVici Bologna      | 7.7  |
| 9.   | Jason Capel           | Bandera de Estados Unidos          | BT Roseto             | 7.6  |
| 10.  | Travis Watson         | Bandera de Estados Unidos          | Climamio Bologna      | 7.6  |